# Raphidophallus actuosus
Raphidophallus actuosus är en plattmaskart som beskrevs av Eugene N. Kozloff 1965. Raphidophallus actuosus ingår i släktet Raphidophallus och familjen Isodiametridae. Inga underarter finns listade i Catalogue of Life.